# Émerson Leão
Émerson Leão (Ribeirão Preto, 1949. július 11. –) világbajnok brazil válogatott labdarúgókapus, labdarúgóedző.

## Pályafutása

### A válogatottban
1969 és 1986 között 82 alkalommal szerepelt a brazil válogatottban. Tagja volt az 1970-es világbajnok csapatnak. Részt vett még az 1974-es és az 1978-as és az 1986-os világbajnokságon, illetve az 1979-es és az 1983-as Copa Américán.

## Sikerei, díjai

### Játékosként
Palmeiras
- Brazil bajnok (2): 1972, 1973
- Paulista bajnok (3): 1972, 1974, 1976

Corinthians
- Paulista bajnok (1): 1983

Grêmio
- Brazil bajnok (1): 1981
- Gaúcho bajnok (1): 1980

Brazília
- Világbajnok (1): 1970

### Edzőként
Sport Recife
- Brazil bajnok (1): 1987
- Pernambucano bajnok (1): 2000

Verdy Kawasaki
- Japán kupa (1): 1996

Atlético Mineiro
- Copa CONMEBOL (1): 1997

Santos
- Copa CONMEBOL (1): 1998
- Brazil bajnok (1): 2002

São Paulo
- Paulista bajnok (1): 2005